# Eburia giesberti
Eburia giesberti là một loài bọ cánh cứng trong họ Cerambycidae.